# Tillandsia pallidoflavens
Tillandsia pallidoflavens är en gräsväxtart som beskrevs av Carl Christian Mez. Tillandsia pallidoflavens ingår i släktet Tillandsia och familjen Bromeliaceae. Inga underarter finns listade i Catalogue of Life.